# Snövit (rappare)
David Lewerentz, född 20 september 1992, mer känd under artistnamnet och alter egot Snövit (ibland som SNX eller DJ Swedbank), är en svensk artist och producent från Malmö. Snövit driver produktionsbolaget och hiphopkollektivet TV FEH, genom vilket han och artistkollegor som Greymane, Papi Santana, Maxi och Yung Mirko ger ut sin musik. Snövit är en frontgestalt i den svenska underground-scenen .
Snövits album V nominerades till årets album 2020 av Kingsize Magazine. I en recension gav Dagens Nyheter albumet fyra av fem i betyg och lovordade Snövit för hans "oängsliga kreativitet och förmåga att inte ta sig själv på för stort allvar", samt för hur han med V lät intuition gå före korrekthet.

## Diskografi

### Studioalbum
- Skräppojken (2017)
- Varg (2017)
- Frosthotel (2017)
- SNX (2018)
- Demon (2018)
- Kobra (2019)
- V (2020)
- Tennis (2020, med Papi Santana)
- Mutant (2021)
- 1992 (2023)

### EP
- Gorilla (2019, med Greymane)
- Omega FEH (2020, med Maxi)

### Mixtapes
- DJ Swedbank Presents Snövit - A Gender Defining Experience (2016)